# Löhmarmühle
Löhmarmühle ist ein Gemeindeteil der Stadt Schwarzenbach am Wald im Landkreis Hof (Oberfranken, Bayern). Löhmarmühle liegt in der Gemarkung Löhmar.

## Geografie
Der Weiler liegt im tief eingeschnittenen Tal der Wilden Rodach und ist allseits von Waldgebieten umgeben. Am Nordhang gibt es einen Ockerkalkaufschluss, der als Geotop ausgezeichnet ist. Die Staatsstraße 2211 führt nach Rauschenhammermühle (2,6 km nordöstlich) bzw. nach Kreuzknock (1,8 km südlich). Die Staatsstraße 2711 führt zur Bundesstraße 173 bei Überkehr (1,2 km nordwestlich).

## Geschichte
Löhmarmühle gehörte zur Realgemeinde Löhmar. Gegen Ende des 18. Jahrhunderts bestand Löhmarmühle aus einem Anwesen. Die Hochgerichtsbarkeit sowie die Grundherrschaft über die Mühle hatte das bayreuthische Verwaltungsamt Schwarzenbach am Wald.
Von 1797 bis 1810 unterstand Löhmarmühle dem Justiz- und Kammeramt Naila. Infolge des Ersten Gemeindeedikts wurde Löhmarmühle dem 1812 gebildeten Steuerdistrikt Schwarzenbach am Wald und der zugleich entstandenen Ruralgemeinde Löhmar zugewiesen. Am 1. April 1971 wurde Löhmarmühle im Zuge der Gebietsreform in Bayern nach Schwarzenbach eingegliedert.

### Einwohnerentwicklung
| Jahr      | 001799 | 001819 | 001861 | 001871 | 001885 | 001900 | 001925 | 001950 | 001961 | 001970 | 001987 |
| Einwohner | 2      | *      | 12     | 9      | 23     | 14     | 21     | 18     | 12     | 21     | 4      |
| Häuser    | 1      |        |        |        | 3      | 2      | 4      | 2      | 3      |        | 4      |
| Quelle    | [ 9 ]  | [ 6 ]  | [ 10 ] | [ 11 ] | [ 12 ] | [ 13 ] | [ 14 ] | [ 15 ] | [ 16 ] | [ 17 ] | [ 1 ]  |

## Religion
Löhmarmühle ist seit der Reformation evangelisch-lutherisch geprägt und bis heute nach Schwarzenbach am Wald gepfarrt.